# 강설민
강설민(1991년 7월 19일 ~)은 대한민국의 가수이다. 2022년 EP 《오늘의 운세》로 데뷔했다.

## 방송
- 헬로트로트 (2021) - 준우승
- 불타는 트롯맨 (2022) - Top25(22위)
- 현역가왕2 (2024) - Top36

## 음반
- 헬로트로트 Part.7 (2022)
- 헬로트로트 Part.9 (2022)
- 오늘의 운세 (2022)
- 강설민 싱글 앨범 (2022)

## 기타
별명: 익산의 아들 